# Tony Jarrett
Anthony « Tony » Alexander Jarrett, né le 13 août 1968 à Enfield, Angleterre, est un athlète britannique spécialiste du 110 mètres haies. Il remporte à plusieurs reprises des médailles lors des Championnats du monde et des Championnats d'Europe d'athlétisme.

## Carrière sportive
Tony Jarret remporte la médaille d'argent du 110 mètres haies lors des Championnats d'Europe d'athlétisme 1990 à Split. L'année suivante, il décroche deux médailles de bronze lors des Championnats du monde d'athlétisme 1991 à Tokyo, sur 110 mètres haies et avec le relais 4 × 100 mètres britannique (John Regis, Darren Braithwaite et Linford Christie). Lors des Jeux olympiques d'été de 1992 à Barcelone, il ne prend que la quatrième place de la finale du 110 mètres haies, et manque le podium pour un millième de seconde. 
Aux Championnats du monde d'athlétisme 1993 de Stuttgart, Jarrett obtient deux médailles d'argent, sur les haies et avec le relais 4 × 100 m (associé à ses compatriotes Colin Jackson, John Regis et Linford Christie). De nouveau médaillé de bronze lors des Championnats d'Europe 1994, il se classe 2e des Mondiaux de Goteborg l'année suivante. 
En 1998, Tony Jarret remporte la finale des Jeux du Commonwealth. Il est disqualifié pour faux-départ lors des Jeux olympiques d'été de 2000 à Sydney, et est éliminé en demi-finale des mondiaux d'Edmonton. Jarret n'a jamais remporté de titre majeur lors de championnats internationaux. Sa carrière sportive a souvent été éclipsée par les performances de son compatriote Colin Jackson, qui l'a battu à de nombreuses reprises lors des grandes compétitions. Son record personnel est établi lors des Championnats du monde 1993, avec un  temps de 13 s 00.

## Palmarès

### Championnats du monde
- Championnats du monde d'athlétisme 1991 à Tokyo : 
  -  Médaille de bronze du 110 mètres haies.
  -  Médaille de bronze du relais 4 × 100 mètres.
- Championnats du monde d'athlétisme 1993 à Stuttgart : 
  -  Médaille d'argent du 110 mètres haies.
  -  Médaille d'argent du relais 4 × 100 mètres.
- Championnats du monde d'athlétisme 1995 à Göteborg : 
  -  Médaille d'argent du 110 mètres haies.

### Championnats d'Europe
- Championnats d'Europe d'athlétisme 1990 à Split :
  -  Médaille d'argent du 110 mètres haies.
- Championnats d'Europe d'athlétisme 1994 à Helsinki :
  -  Médaille de bronze du 110 mètres haies.